# ديفيد ميرسير (لاعب كريكت)
ديفيد ميرسير (7 مايو 1962 في المملكة المتحدة - ) (بالإنجليزية: David Mercer)‏ هو لاعب كريكت بريطاني. لعب مع نادي مقاطعة بيدفوردشير للكريكت ‏ وBerkshire County Cricket Club ‏ وWiltshire County Cricket Club ‏.

## وصلات خارجية
- ديفيد ميرسير على موقع إي آس بي آن كريك إنفو (الإنجليزية)